# Siločáry

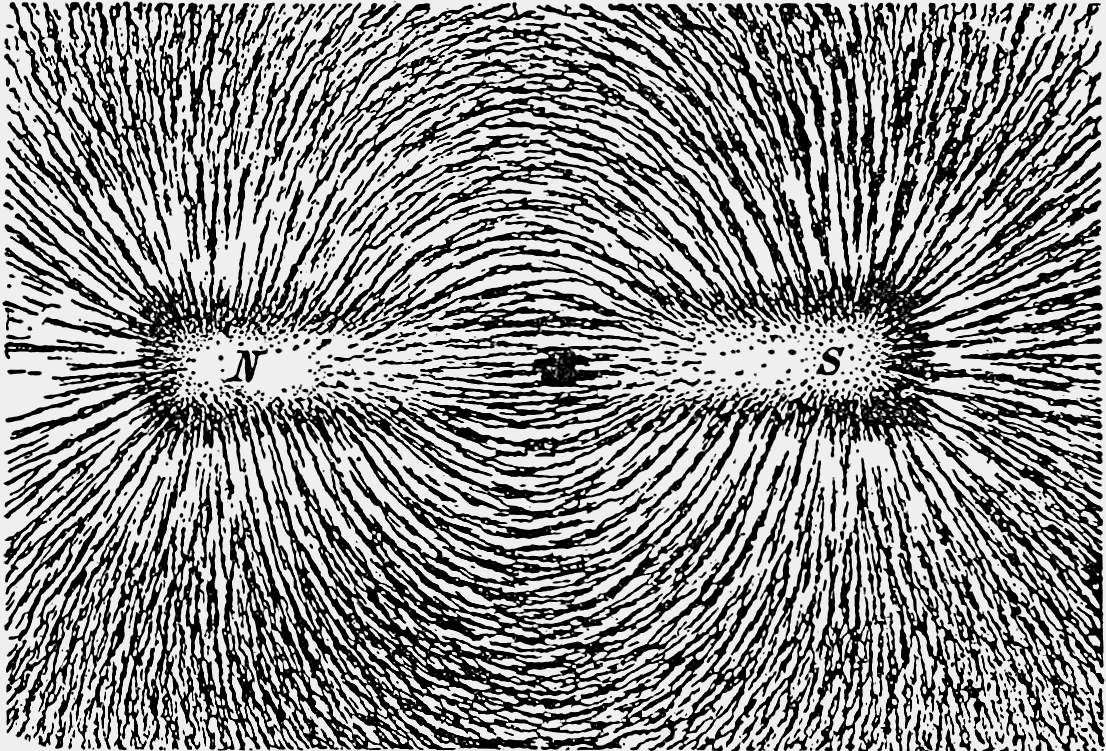
Siločáry tyčového magnetu, znázorněné pomocí železných pilin na papíře

Siločáry silového pole jsou myšlené čáry, které představují směr silového působení v různých bodech prostoru.
Siločára je taková křivka, že je k ní v každém jejím bodě vektor intenzity daného pole tečný. Siločára je orientovaná křivka, a to tak, že má stejnou orientaci se směrem intenzity daného pole.
Siločáry jsou kolmé k ekvipotenciálním plochám (tzn. jsou to normály ekvipotenciálních ploch).

## Použití
Siločáry se využívají ke grafickému znázornění daného pole. Nejčastěji se používají k zobrazení elektrického nebo magnetického pole. Lze je však využít i k zobrazení jiných silových polí, např. gravitačního.

### Elektrické pole
Pro elektrické pole bodových nábojů jsou to křivky, které vycházejí z místa náboje a směřují do nekonečna. V prostoru neobsahujícím volný náboj nevznikají ani nezanikají.
Siločáry vycházejí z kladných elektrických nábojů a směřují k záporným elektrickým nábojům, přičemž mohou začínat nebo končit také v nekonečnu. Siločáry se vzájemně neprotínají. Hustotu siločar lze využít k určení velikosti intenzity pole v určité části prostoru.

Siločáry homogenního pole.
Siločáry záporného elektrického náboje.
Siločáry kladného elektrického náboje.
Siločáry dvou stejných (kladných) elektrických nábojů.
Siločáry dvou různých elektrických nábojů.

### Magnetické pole
Ačkoli je to běžnou praxí, neměli bychom zaměňovat siločáry magnetického pole s indukčními čarami. Indukční čáry vyjadřují směr magnetické indukce a jsou to vždy uzavřené křivky (magnetická indukce je vírové pole a má nulovou divergenci), naopak magnetické siločáry jsou hustší v prostředí, které přenáší hůře magnetické pole a naopak.